# Evangella Sanders
Evangella Sanders (Modesto, 9 febbraio 1990) è un'ex pallavolista e allenatrice di pallavolo statunitense.
Giocava nel ruolo di palleggiatrice ed è assistente allenatrice alla University of Colorado Boulder

## Carriera

### Giocatrice
La carriera di Evangella Sanders inizia nei tornei scolastici del Colorado, giocando per la Centaurus High School. Concluse le scuole superiori, entra a far parte della squadra di pallavolo femminile della Colorado State University, dove partecipa alla NCAA Division I dal 2008 al 2010, prima di trasferirsi per il suo ultimo anno alla University of Washington, dove conclude nel 2011 la carriera universitaria.
Nella stagione 2012-13 firma il suo primo contratto professionistico in Francia, ingaggiata dall'Albi Volley-Ball USSPA, club impegnato in Ligue A; tuttavia lascia il club già nell'ottobre 2012. Nella stagione seguente gioca in Grecia, difendendo i colori del Markopoulo, in A1 Ethnikī; dopo questa esperienza si ritira.

### Allenatrice
Conclusa la carriera da giocatrice, nella stagione 2015 diventa assistente allenatrice volontaria alla University of Texas at Austin, impegnata nella NCAA Division I, raggiungendo la finale nazionale. Nella stagione seguente ricopre lo stesso ruolo alla University of Colorado Boulder.